# Riccardo Pellegrini
Riccardo Pellegrini (né en 1863 à Milan et mort en 1934 à Crescenzago, aujourd'hui un quartier de la capitale lombarde) est un peintre italien qui fut actif à la fin du XIXe  et au début du XXe siècle.

## Biographie
Riccardo Pellegrini s'est formé à Milan sous la période du Romantisme.
Par la suite il étudia Rome et à Naples, suivi par Domenico Morelli. Il a longtemps voyagé en Europe (Grande-Bretagne, France et Espagne). L'Espagne a constitué pour Pellegrini une importante source d'inspiration pour les sujets rustiques espagnols de bon nombre de ses peintures.
Le voyage en Espagne lui fournit de l'inspiration pour son activité d'illustrateur qui lui permit de réaliser des dessins pour des revues renommées de son époque.
Toujours en Espagne, il a illustré le Don Quichotte de Cervantes et le Gil Blas de Alain-René Lesage.
Il a aussi réalisé des illustrations pour cartes postales qui aujourd'hui sont recherchées par les collectionneurs.
À Pise, une exposition de 19 de ses toiles lui a été dédiée.
Plusieurs de ses  tableaux sont visibles au musée Museo Poldi Pezzoli à Milan.

## Principales œuvres
- Scene di pesca (1887)
- Donne eleganti in riva al lago (1897)
- Acquaiola[3]
- Ritratto di fanciulla
- A Siviglia
- Bolero Andaluso
- Scena araba exposé au Museo Don Romolo Putelli[4]
- Barche con pescatori exposé à la Galleria Pitocchetto[5]
- Sentinelles au repos (1896)
- Prayer in the mosque (1898)
- Il ponte medievale sul Ticino a Pavia,
- Lago Maggiore, l'Isola dei Pescatori, huile sur toile de 64,5 cm × 120 cm.
- La siesta,

## Sources
- (it) Cet article est partiellement ou en totalité issu de l’article de Wikipédia en italien intitulé « Riccardo Pellegrini » (voir la liste des auteurs).